# Flugunfall einer Iljuschin Il-114 bei Moskau 1999
Der Flugunfall einer Iljuschin Il-114 bei Moskau 1999 ereignete sich am 5. Dezember 1999. An diesem Tag stürzte eine Iljuschin Il-114T der Tashkent Aircraft Production Corporation (TAPC), mit der ein Frachtflug von Moskau nach Taschkent durchgeführt werden sollte, kurz nach dem Start vom Flughafen Moskau-Domodedowo ab. Bei dem Unfall kamen alle fünf Insassen ums Leben.

## Flugzeug
Die betroffene Maschine war eine 1998 in der Maschinenfabrik Taschkent gebaute Iljuschin Il-114T mit der Werknummer 1083800305, die zum Zeitpunkt des Unfalls ein Jahr alt war. Der Erstflug der Maschine war am 3. Dezember 1998 mit dem usbekischen Luftfahrzeugkennzeichen UK-91004 erfolgt. Das zweimotorige Kurzstreckenflugzeug war mit zwei Turboproptriebwerken des Typs Klimow TW7-117S ausgestattet. Bis zum Zeitpunkt des Unfalls hatte die Maschine eine Gesamtbetriebsleistung von 240 Betriebsstunden absolviert, auf die 123 Starts und Landungen entfielen.

## Insassen, Fracht und Flugzweck
Die Iljuschin befand sich auf dem Rückflug nach Taschkent, nachdem mit ihr Flugzeugteile nach Moskau geliefert worden waren. Auf dem Rückflug war die Maschine mit Lacken beladen. Das Gewicht der Ladung betrug 2.900 kg. An Bord befanden sich neben einer dreiköpfige Besatzung vier Passagiere, hierbei handelte es sich um Techniker des usbekischen Flugzeugproduktionsunternehmens. Die Maschine wurde von Testpiloten der Tashkent Aircraft Production Corporation geflogen.

## Unfallhergang
Für den Flug nach Taschkent hatten die Piloten eine Freigabe für den Start von Startbahn 14L erhalten. Der Wind am Flughafen wehte an diesem Tag aus 220° mit einer Windstärke von 8 Metern pro Sekunde und 14 Metern pro Sekunde in Böen. Während die Maschine zur Startposition rollte, wurde sie von starken Seitenwinden erfasst. Die Piloten bemerkten daraufhin Schwierigkeiten im Geradeauslauf (die Maschine hatte einen Linksdrall) und einen erheblichen Widerstand in den Pedalen der Seitenrudersteuerung, die sich nur verstellen ließen, wenn beide Piloten diese gleichzeitig betätigten. Der Erste Offizier schlug daraufhin die Rückkehr zum Flugsteig vor, was der Flugkapitän jedoch ablehnte. Er wies den Ersten Offizier stattdessen an, beim Start gemeinsam mit ihm gegen jeden Widerstand die Pedale der Seitensteuerung zu betätigen. Vor dem Abheben gelang es den beiden Piloten noch, die Pedale in die neutrale Seitenruderposition zu bringen. Etwa 300 Meter nach Beginn des Startlaufs begann die Maschine nach links auszuscheren und nach 600 Metern befand sich das linke Fahrwerk am äußersten Startbahnrand. Durch eine asymmetrische Bremsung am rechten Fahrwerk korrigierte der Kapitän den Geradeauslauf. Nach dem Rotieren, das um 05:12 Uhr und etwa 1.100 Meter nach Beginn des Startlaufs erfolgte, begann die Maschine, stark nach links zu gieren. Die Maschine kollidierte schließlich mit dem Stahlbetonzaun der Flughafenumzäunung, stürzte zu Boden und geriet in Brand. Alle fünf Insassen kamen dabei ums Leben.

## Ursache
Das Zwischenstaatliche Luftfahrtkomitee übernahm nach dem Unfall die Ermittlungen zur Unfallursache. Die Ermittler führten die Probleme mit der Flugzeugsteuerung auf ein voll nach links ausgeschlagenes und verkeiltes Seitenruder zurück. Sie vermuteten, dass das Seitenruder von einer starke Windböe während des Rollvorgangs verstellt worden war.